# Litsea kwangtungensis
Litsea kwangtungensis är en lagerväxtart som beskrevs av Hung T. Chang. Litsea kwangtungensis ingår i släktet Litsea och familjen lagerväxter. Inga underarter finns listade i Catalogue of Life.